# Frank McGlynn Sr.
Frank McGlynn Sr. (San Francisco, California, 26  de octubre de 1866 - Newburgh, Nueva York, EUA, 18 de mayo de 1951) fue un actor estadounidense. Debutó en la escena teatral desde el año 1896. En 1919 interpretó en Broadway el papel de Abraham Lincoln, circunstancia que le abrió las puertas en Hollywood. Precisamente, por su estatura alta y voz firme, encarnó en varias ocasiones al célebre presidente en la pantalla grande, siendo estas: Are We Civilized? (1934), Hearts in Bondage (1936), La pequeña rebelde (1935), Prisionero del odio (1936), El llanero (1936), Una nación en marcha (1937),  The Lone Ranger (1938)  y Lincoln in the White House (1939). Otras de sus muchas participaciones en  películas, fueron: Good News (1930), El retador (1932), El capitán Blood (1935), The Great Barrier (1937), The Honeymoon's Over (1939) y  Hollywood Barn Dance (1947).